# Biassa (famiglia)
La famiglia Biassa è stata una delle storiche famiglie patrizie della città di Spezia. 

Talvolta menzionata nelle cronache con il nome de Blaxia , la famiglia era aggregata tra i patrizi genovesi dell'Albergo Gentile.

## Storia
Il personaggio più antico documentato della famiglia è Corraduccio, nonno di Oderico e vissuto nella prima metà del XIII secolo.

Altra menzione di un personaggio della famiglia è Paganino, anziano in Genova nel 1405 e del quale si cita un castello tra Marinasco e Pegazzano.
Anche se originaria dell’estremo Levante ligure, i Biassa era ben inseriti nei giochi politici delle fazioni genovesi nel corso del XV secolo. Le fonti notarili documentano il coinvolgimento dei membri della famiglia nella vita economica genovese e contemporaneamente il loro impegno in attività militari della Repubblica genovese con un legame particolare con i Fregoso signori di Sarzana.
Anche il successivo XVI secolo vede membri della famiglia dedicarsi ad imprese marittime, militari e politiche.
Nel 1528 la famiglia Biassa ebbe l'ascrizione al Liber Civilitatis, ma stranamente non furono né l'illustre ammiraglio Baldassarre Biassa, né i suoi figli. Ad essere ascritto fu Giacomo, figlio di Olderico, fratello di Baldassarre, che venne aggregato all'Albergo Gentile.
Il primato conseguito nel XVI secolo dalla famiglia a La Spezia è tale che è solitamente chiamata a dare ospitalità nel suo palazzo cittadino a varie alte personalità in transito.
I Biassa detenevano consistenti possedimenti terrieri non solo nella Giurisdizione della Spezia, ma anche in quella di numerose Comunità dell’entroterra, in particolare ad Arcola e a Trebiano. 
Dal XVII secolo comincia la decadenza della nobile famigliapur rimanendo tra le famiglie principali esponenti della nobiltà locale.

I Biassa ebbero tombe di famiglia nelle chiese di San Francesco e di Santa Maria Assunta.
L’8 novembre del 1912 la famiglia si estingueva con l'ultimo discendente di Giulio, il figlio legittimato di Baldassarre.

## Personalità
Oderico Biassa  (? , 1416) sposa Benedetta Doria da cui ha i figli Raimondo e Antonio. Nel 1416 Oderico è nominato luogotenente del Vicario del Capitanato della Spezia per il doge Tomaso di Campofregoso. Poco dopo Oderico viene fatto uccidere dal marchese Gabriele Malaspina di Villafranca e il doge lo fa vendicare rinsaldando il legame tra le due famiglie.
Raimondo era uno dei due figli maschi di Oderico. Sposa la nobile genovese Mariola Leccavela e dalla loro unione deriverà una cospicua discendenza a La Spezia. Nel 1447 è designato comandante del Castello San Giorgio.
Antonio ( ? , 1476), secondo figlio di Oderico, sposa Astigiana De Franchi e da lei ha i figli Olderico, Nicolò, Gaspare e Baldassarre. Antonio si distingue variamente nelle vicende militari e politiche italiane nel corso del Quattrocento.
Olderico Biassa sposa la nobile genovese Claretta Doria, dalla quale nascono Giovanni Battista, Filippo e Giacomo, che saranno tutti attivi in Genova nella seconda metà del Quattrocento, e una figlia femmina, Clemenza.
Gaspare (1450 , 1492), figlio di Antonio, è stato generale, ammiraglio della flotta e tesoriere papale.
Baldassarre (?, 1531), ultimo dei figli di Antonio Biassa, è stato certamente il più noto e celebrato personaggio della famiglia. Ammiraglio di galee e protagonista di varie azioni marittime fu legato alle vicende di papa Giulio II. 
Giovanni (1480 , 1529), figlio di Baldassarre, marchese di Goano, è stato anch'egli ammiraglio di galee pontificie.
Giacomo, figlio di Olderico, ebbe quattro figli maschi, Giovanni Battista, Filippo, Oderico e Antonio, e tre femmine, Nicoletta, Minetta. La terza figlia, Chiara, sposa del nobile Agostino Oldoino della Spezia, anch'egli ascritto al patriziato, ma aggregato all'Albergo De Fornari.
Giovanni Battista Gentile Biassa, figlio di Giacomo, fu eletto tra i Procuratori della Repubblica ed ebbe asua volta tre figli maschi, Giacomo, Alessandro e Geronimo.
Geronimo Biassa, figlio di Giovanni Battista, è stato certamente il membro della famiglia che incarnò maggiormente il ruolo del patrizio di Governo, ricoprendo le cariche di Podestà di Levanto nel 1607 e di Capitano di Voltri nel 1612.